# ちゃんねるW
『ちゃんねるW』（ちゃんねるワンダー）は、えぬえけいによる漫画作品。

## 概要
講談社「なかよし」にて2002年11月及び2003年1月から5月まで連載された。
KCなかよし No.1024 ISBN 4063640248

## サブタイトル
- CASE #0     湖にひそむナゾ
- CASE #1     深夜バスにご用心 1
- CASE #2     深夜バスにご用心 2
- CASE #3     ぜったい恋がかなう鏡!?
- CASE #4     UFOって信じてる? 1
- FINAL CASE  UFOって信じてる? 2 (最終回)

## あらすじ
アイドルになりたいありすは、番組のイメージキャラクター＆リポーターにスカウトされて･･･

## 登場人物
如月 ありす（きさらぎ ありす）
アイドルになりたくて、オーディションを何回も受けている。
幽霊が苦手だが、気が強い。時兎のことが大好き
時兎（ときと）
もう一人のリポーター。
男の子にしてはかわいい系だが、マイペースで、不思議なことになると大活躍する。不思議な時計を持っている。千年の怨霊も、「妖精」と言う。ありすが好き。
半田 真
ちゃんねるWのディレクターを務めている人物。